# Interstate 22
Interstate 22 – amerykańska autostrada międzystanowa, W budowie. Planowane zakończenie około 2010 roku.